# Gilfaethwy
Gilfaethwy [gil'vaiθui] ist in der Keltischen Mythologie der Bruder von Gwydyon, dem großen Zauberer aus Wales und von Arianrhod. Er ist – dies wird für seine Geschwister erzählt, gilt also wohl auch für ihn – der Sohn von Beli Mawr und der Göttin Dôn, dem walisischen Äquivalent zu Danu, der Ahnherrin der irischen Tuatha de Danaan. Allerdings wird als Vater auch der Totengott Donn genannt. Sein Onkel ist Math, König von Gwynedd.

## Mythologie
Im Vierten Zweig des Mabinogi (Math fab Mathonwy, „Math, der Sohn Mathonwys“) ist Gylfaethwy verliebt in die Fußhalterin seines Onkels, die schöne Jungfrau Goewin. Um ihm zu helfen, lockt Gwydyon seinen Onkel mit einem provozierten Krieg gegen Pryderi von ihr fort. Allerdings vergewaltigt er dann an Stelle von Gilfaethwy das Mädchen (in einer anderen Version ist doch Gilfaethwy der Täter). 
Und man steckte Goewin, die Tochter Pebins, mit Gilfaethwy zusammen in das Bett Maths, des Sohnes Mathonwys, dass sie miteinander schlafen sollten. Und auf schändliche Weise zwang man die Mägde, den Raum zu verlassen, und vergewaltigte sie in jener Nacht.
Sie kann deshalb ihr Amt als Fußhalterin nicht mehr ausüben, da dies nur einer Jungfrau möglich ist. Als Math in sein Reich zurückkehrt, erfährt er von Goewins Schicksal und bietet ihr an, sie zu heiraten, nachdem er seine Neffen zur Strafe für die Dauer von drei Jahren in Hirsch und Hirschkuh, Eber und Sau, Wolf und Wölfin verwandelt. Er nimmt ihnen ihre Jungen ab, die er in menschliche Kinder verwandelt: 
Die drei Söhne des treulosen Gilfaethwy,
drei wackere Helden:
Bleiddwn [Wolfswelpe], Hyddwn [Hirschkalb], Hychdwn Hir [Wildschweinfrischling].
Danach verwandelt er seine Neffen wieder in Menschen zurück, unter der Bedingung, dass sie eine neue Jungfrau finden, in deren Schoß er seine Füße legen kann. Die beiden schlagen ihre Schwester Arianrhod vor, doch es stellt sich heraus, dass diese bereits schwanger ist.
In der weiteren Folge des „Vierten Zweiges“ hat Gilfaethwy keine Bedeutung mehr.